# Нешатаев, Юрий Николаевич
Юрий Николаевич Нешатаев (1927—2006) — советский и российский геоботаник, кандидат биологических наук, доцент кафедры геоботаники Санкт-Петербургского государственного университета (СПбГУ), заслуженный эколог России (1998).

## Биография
Родился в г. Чердынь Пермской области в семье преподавателей. Отец, Николай Иванович Нешатаев  —  выпускник кафедры геоботаники Ленинградского университета, ученик академика В. Н. Сукачева, работал учителем географии в средней школе, позже — доцентом кафедры физической географии Пермского государственного университета. Мать — Елизавета Васильевна, по образованию агроном, преподавала в сельскохозяйственном техникуме. Брат, Б. Н. Нешатаев — географ.
В 1945 году поступил на биолого-почвенный факультет Ленинградского государственного университета (ЛГУ), с которым оказалась связана вся его дальнейшая судьба. Студентом первого курса он пришёл на кафедру геоботаники, которую возглавлял выдающийся геоботаник-луговед А. П. Шенников, одним из ближайших учеников которого стал Юрий Николаевич.
В период учёбы в университете Юрий Николаевич много работал в геоботанических экспедициях. В 1946—1947 годах он под руководством проф. И. X. Блюменталя участвовал в работе Высокогорного отряда Кавказской комплексной экспедиции СОПС АН СССР. В 1948—1949 годах организовал две самостоятельные экспедиции по изучению растительности бассейна р. Весляны, Северных Увалов и Камской впадины (по заданию Краеведческого музея г. Кудымкар). По материалам этих экспедиций в журнале «Ученые записки Ленинградского государственного университета» были опубликованы его первые научные работы.
После окончания университета Юрий Николаевич поступил в аспирантуру кафедры геоботаники и занялся изучением растительности западной части пустыни Кара-кум в районе трассы Главного Туркменского канала. Здесь он работал в составе геоботанического отряда Арало-Каспийской экспедиции АН СССР совместно с профессором А. А. Ниценко и студентами кафедры геоботаники. В 1953 году защитил кандидатскую диссертацию на тему «Комплексность растительного покрова западных Каракумов и её значение для лесомелиорации песков».
После окончания аспирантуры в 1953 году он начал работать в должности ассистента, а с 1965 года — доцента кафедры геоботаники ЛГУ. Здесь, на кафедре геоботаники, в педагогической работе, научных трудах и экспедициях прошло 57 лет его жизни. Им разработаны и прочитаны лекции по курсам: «Лесоведение», «Биогеоценология», «Растительность аридных областей», «Методы геоботанических исследований», «Математические методы в геоботанике», «Геоботаническая картография» и другие.
Увлекался туризмом, водил группы в зимние лыжные походы, в том числе по Полярному Уралу.

## Вклад в науку
Много лет Юрий Николаевич руководил геоботаническими экспедициями кафедры геоботаники в различные районы России. Им были проведены полевые исследования растительности не только в Центральной России (Курская, Белгородская, Воронежская области), но и на Южном Урале (Башкирия), в Западной Сибири (Тюменская область), в Приморье, Приамурье и на Камчатке. Более 50 лет он участвовал в проведении летней полевой практики студентов биолого-почвенного факультета в заповеднике «Лес на Ворскле», здесь же он проводил многолетние исследования структуры и динамики растительности лесостепных дубрав, которым посвящено около 40 его научных работ.
Другая тема, много лет занимающая Ю. Н. Нешатаева, — динамика растительности луговых степей, которую он изучал на примере растительности Центрально-Чернозёмного заповедника. Здесь в 1968, 1979 и 1993 годах экспедициями кафедры геоботаники под руководством Юрия Николаевича проведено детальное крупномасштабное картографирование растительности Казацкой степи, по результатам этих исследований им опубликовано 12 научных работ.
Классификация растительности всегда была одной из главнейших научных проблем в трудах Ю. Н. Нешатаева. Ученик и последователь В. Н. Сукачёва и А. П. Шенникова, он продолжает творчески развивать эколого-фитоценотический метод классификации растительности. По классификационным вопросам им опубликовано 18 работ, в том числе ряд работ обзорного характера.
Большой интерес у Юрия Николаевича всегда вызывали также вопросы геоботанического картографирования. С начала 1960-х до середины 1990-х годов под его руководством проведена огромная работа по картографированию растительности заповедных территорий (заповедники «Лес на Ворскле», Центрально-Чернозёмный, Кроноцкий, Башкирский, Хинганский, Дальневосточный морской). Итогом этих исследований явились 15 геоботанических карт заповедных территорий.
Кроме того, он уделял большое внимание методическим вопросам геоботаники. Им разработаны выборочно-статистический метод крупномасштабного геоботанического картографирования, метод консеквентного анализа растительности, предложены новые количественные методы анализа растительности и мониторинга растительного покрова. В течение многих лет Юрий Николаевич читал лекции по курсам «Методы геоботанических исследований» и «Математические методы в геоботанике». Его перу принадлежит учебное пособие «Методы анализа геоботанических материалов». Вопросам методики геоботанических исследований посвящено около 30 его работ.
Юрий Николаевич проводил большую научно-организационную работу. Он возглавлял Секцию лесоведения и дендрологии Русского ботанического общества, являлся членом Комиссии по заповедникам, председателем секции Всероссийского общества охраны природы биолого-почвенного факультета СПбГУ, ответственным редактором журнала «Растительность России».

## Труды
Ю. Н. Нешатаевым опубликовано около 120 научных работ, в том числе две монографии.
- Нешатаев Ю. Н. О комплексности растительного покрова и комплексах растительности Кара-Кумов // Ученые записки Ленинградского государственного университета. — Вып. 48, № 290. — С. 126—155.
- Нешатаев Ю. Н., Плавников В. Г. Фитоценологический, флорогенетический, биологический, экологический анализ видового состава сосудистых растений среднерусских лесостепных дубрав // Ботанический журнал. — 1974. — Т. 59, № 3. — С. 332—341.
- Нешатаев Ю. Н. Методы анализа геоботанических материалов. — Л. : Изд-во ЛГУ, 1987. — 192 с.
- Нешатаев Ю. Н., Доронина Ю. А. Экологические характеристики видов флоры заповедника «Лес на Ворскле». — СПб. : Изд-во СПбГУ, 1995. — 32 с.